# Pallottolino e la sua piccola amica
Pallottolino e la sua piccola amica (Bout-de-Zan et sa petite amie) è un cortometraggio muto del 1913 diretto da Louis Feuillade.

## Produzione
Il film fu prodotto dalla Société des Etablissements L. Gaumont.

## Distribuzione
Distribuito dalla Société des Etablissements L. Gaumont, uscì nelle sale cinematografiche francesi nel settembre 1913. Negli Stati Uniti, il film fu distribuito dalla Exclusive Supply Corporation l'8 gennaio 1914 con il titolo iny Tim's Sweetheart.